# Steinberg (Hettstedt)
Koordinaten: 51° 38′ 44″ N, 11° 27′ 24″ O
Der Steinberg ist ein Naturschutzgebiet in der Stadt Hettstedt im Landkreis Mansfeld-Südharz in Sachsen-Anhalt.
Das Naturschutzgebiet mit dem Kennzeichen NSG 0076 ist 39,43 Hektar groß. Es ist vollständig Bestandteil des rund 103 Hektar großen FFH-Gebietes „Langes Holz und Steinberg westlich Hettstedt“. Das Gebiet steht seit dem 1. Mai 1961 unter Schutz. Zuständige untere Naturschutzbehörde ist der Landkreis Mansfeld-Südharz.
Das Naturschutzgebiet liegt westlich von Hettstedt im Naturpark Harz/Sachsen-Anhalt (Mansfelder Land). Es stellt einen naturnahen Traubeneichen-Hainbuchenwald auf dem namensgebenden Steinberg unter Schutz. Im Waldgebiet stocken alte, zum Teil noch aus dem frühen 19. Jahrhundert stammende Traubeneichen und Rotbuchen. Neben den vorherrschenden Eichen und Buchen stocken Linden, Bergahorn sowie Gewöhnliche Traubenkirsche und Elsbeere im Naturschutzgebiet. Kleinflächig kommt Niederwald vor. An den Waldrändern kommt Feldulme vor. 
Die sehr üppige Strauchschicht des Waldgebietes wird in erster Linie von Gemeiner Hasel, Zweigriffligem Weißdorn und Roter Heckenkirsche gebildet. In der Krautschicht wachsen die charakteristischen Arten Goldnessel, Echte Sternmiere, Nickendes Perlgras, Waldlabkraut, Leberblümchen, Echtes Lungenkraut, Ährige Teufelskralle und Waldziest. Besonderheiten der Krautschicht sind Türkenbundlilie und Süße Wolfsmilch. Auf nährstoffärmeren Standorten bestimmen Schlängelschmiele und Weißliche Hainsimse die Krautschicht.
Das Naturschutzgebiet ist nahezu vollständig von landwirtschaftlichen Nutzflächen umgeben. Im Süden grenzt es an den Hettstedter Ortsteil Meisberg.